# Gallicano nel Lazio
Gallicano nel Lazio ist eine italienische Gemeinde in der Metropolitanstadt Rom, in der Region Latium mit 6505 Einwohnern (Stand 31. Dezember 2023). Sie liegt 31 km östlich von Rom und grenzt an die Gemeinden Palestrina, Rom und Zagarolo.
Der Name leitet sich wohl vom spätrömischen Konsul Flavius Gallicanus her und nicht vom italienischen Wort Gallo für Hahn, der in Ableitung einer unglaubhaften Legende trotzdem zum Wappentier der Gemeinde wurde.

## Geographie
Gallicano liegt auf einem langen, schmalen Tuffhügel zwischen zwei Flusstälern an der Südseite der Monti Prenestini. Es ist Mitglied der Comunità Montana dei Castelli Romani e Prenestini.

## Geschichte
Der Hügel, auf dem Gallicano liegt, war wohl schon in vorrömischer Zeit besiedelt. 417 v. Chr. kam er unter die römische Herrschaft. Der ordentliche Konsul des Jahres 330 n. Chr., Flavius Gallicanus, scheint hier Besitz gehabt zu haben und ist wohl der Namensgeber des Ortes, dessen vorheriger Name unbekannt ist. Im späten 10. Jahrhundert war der Ort befestigt, wie aus einer Urkunde hervorgeht, in der ihn Kaiser Otto III. an das Kloster Sant’Andrea al Celio in Rom schenkte. Im frühen 12. Jahrhundert kam Gallicano an die Familie Colonna. 1622 verkauften diese den Ort an die Ludovisi, die ihn 1670 an die Rospigliosi-Pallavicini weiter verkauften.
Das Landgut von San Pastore befindet sich seit dem Jahr 1845 im Besitz des Collegium Germanicum et Hungaricum. 1848 ging Gallicano rechtlich an den Kirchenstaat über, dessen Schicksal der Ort seitdem teilte.

## Bevölkerungsentwicklung
| Jahr      | 1881 | 1901 | 1921 | 1936 | 1951 | 1971 | 1991 | 2001 | 2011 | 2020 |
| --------- | ---- | ---- | ---- | ---- | ---- | ---- | ---- | ---- | ---- | ---- |
| Einwohner | 1226 | 1503 | 1660 | 1817 | 2134 | 2351 | 3528 | 4578 | 5755 | 6500 |

Quelle ISTAT

## Politik

### Bürgermeister und Gemeinderat
Pietro Colagrossi (Riuniamo Gallicano) wurde im Juni 2018 zum Bürgermeister gewählt. Seine Bürgerliste stellt mit 8 von 12 Sitzen die Mehrheit im Gemeinderat. Er löste Marcello Accordino (Insieme per Gallicano) (2013–2018) ab, der nicht mehr kandidierte.
Seit 2004 ist die Gemeinde mit Freigericht in Hessen befreundet. Seit 2011 sind die beiden Gemeinden auch verschwistert.

### Wappen
Auf blauem Schild ein Hahn in natürlichen Farben auf grünem Boden. Links oben ein sechszackiger, silberner Stern. Es handelt sich um ein redendes Wappen, da der Name „Gallicano“ vom lateinischen „Gallus canit“ (der Hahn kräht) hergeführt wird.

## Sehenswürdigkeiten
- Der Palazzo Baronale wurde über den Resten des im Jahre 1526 von päpstlichen Truppen zerstörten Castello dei Colonna errichtet. Er beherbergt heute die Bibliothek und das historische Archiv der Gemeinde.
- Die Pfarrkirche Sant’Andrea wurde vor 1290 gegründet und 1732 im Auftrag der Fürstin Vittoria Altieri Pallavicini neu erbaut.
- Die Kirche San Rocco wurde 1628 als Dank dafür gestiftet, dass die Pest, die in Latium grassierte, Gallicano verschont hatte.
- In der 1759 errichtete Kirche beim Landgut San Pastore des Collegium Germanicum enthält der linke Seitenaltar die Reliquien des legendären Ortsheiligen Pastor, der dem ersten Jahrhundert zugeordnet wird.[2]